# Federico Martinengo (F596)
Le Federico Martinengo (F596) est une frégate de la sous-classe Carlo Bergamini en service dans la marine italienne. Les navires ont à leur tour été développés par le programme de frégates polyvalentes FREMM.

## Historique
Le 4 mars 2017, la cérémonie de lancement du navire a lieu au chantier Fincantieri de Riva Trigoso. Le Federico Martinengo est mis en service le 24 avril 2018.
Le 9 mai 2019, il entre en collision avec le Sofia Fabio au large de la côte ouest de la Sicile. En compagnie d'une frégate française, le Surcouf, le Federico Martinengo mène le 12 décembre 2019 des exercices avec le patrouilleur chypriote Commodore Andreas Ionnades. Une manœuvre maritime très politique au moment où des tensions redoublent avec la Turquie.
Le 7 mars 2020, le Federico Martinengo tire avec succès un missile Aster.
Pendant l'été 2022, le navire achève son déploiement avec le groupe maritime permanent OTAN 2 – SNMCMG2 (en), atteignant La Spezia accompagné du navire ravitailleur Nave Vulcano. En 2022, le navire est sous le commandement du capitaine de frégate Edoardo Ristori.
Après avoir procédé à la passation de pouvoir avec le destroyer Caio Duilio, à l'avant-garde de la mission européenne Aspide en mer Rouge, le Federico Martinengo est engagé à partir du 11 février 2024 dans l'opération Atalante, mission militaire et diplomatique mise en œuvre par l'Union européenne dans le but de lutter contre l'insécurité dans le golfe d'Aden et l'océan Indien.